# 24 april
24 april är den 114:e dagen på året i den gregorianska kalendern (115:e under skottår). Det återstår 251 dagar av året.

## Återkommande bemärkelsedagar

### Helgdagar
- Påskdagen firas i västerländsk kristendom för att högtidlighålla Jesu återuppståndelse efter korsfästelsen, åren 1859, 2011, 2095.

### Minnesdagar
- Armenien: Minnesdag för armeniska folkmordet, som inleddes denna dag 1915
- Försöksdjurens dag

## Namnsdagar

### I den svenska almanackan
- Nuvarande – Vega
- Föregående i bokstavsordning
  - Albertina – Namnet infördes på dagens datum 1755, då det ersatte den äldre, manliga namnformen Albertus. Det infördes för att hedra den svenska prinsessan Sofia Albertina av Sverige, som hade fötts två år tidigare. 1901 flyttades det till 22 april och 1993 till 30 augusti, där det har funnits sedan dess.
  - Albertus – Namnet fanns, till minne av Adalbert av Prag en biskop i Prag, vid sidan av Sabas, på dagens datum före 1755, då det utgick till förmån för det kungliga namnet Albertina.
  - Sabas – Namnet fanns, vid sidan av Albertus, på dagens datum före 1755, då det utgick.
  - Vega – Namnet infördes, till minne av att Adolf Erik Nordenskiölds expedition med fartyget Vega hade återvänt till Stockholm den 24 april 1880, på dagens datum 1901 och har funnits där sedan dess.
  - Viggo – Namnet infördes på dagens datum 1986, men utgick 1993.
  - Viveka – Namnet infördes på dagens datum 1986, men flyttades 2001 till 16 november.
- Föregående i kronologisk ordning
  - Före 1755 – Albertus och Sabas
  - 1755–1900 – Albertina
  - 1901–1985 – Vega
  - 1986–1992 – Vega, Viggo och Viveka
  - 1993–2000 – Vega och Viveka
  - Från 2001 – Vega
- Källor
  - Brylla, Eva (red.): Namnlängdsboken, Norstedts ordbok, Stockholm, 2000. ISBN 91-7227-204-X
  - af Klintberg, Bengt: Namnen i almanackan, Norstedts ordbok, Stockholm, 2001. ISBN 91-7227-292-9

### Finlandssvenska almanackan
- Nuvarande från 2000[1] – Albert, Albertina
- I föregående revideringar[a][2]
  - 1929–1999 – Albert

## Händelser
- 858 – Sedan Benedictus III har avlidit en vecka tidigare väljs Nicolaus I till påve.
- 871 – Dagen efter Æthelreds död efterträds han som kung av Wessex av sin bror Alfred den store.
- 1585 – Sedan Gregorius XIII har avlidit den 10 april väljs Felice Peretti di Montalto till påve och tar namnet Sixtus V.
- 1800 – Det amerikanska kongressbiblioteket (Library of Congress) grundas i samband med att man beslutar att huvudstaden ska flyttas från Philadelphia till Washington, D.C. Det är från början tänkt som ett referensbibliotek för kongressens ledamöter och är fram till slutet av 1800-talet inrymt i regeringsbyggnaden Kapitolium, innan dess första egna byggnad invigs 1897. Det är idag ett av världens största och mest kända bibliotek med omkring 25 miljoner böcker och 30 miljoner manuskript (2001) och har informell status av amerikanskt nationalbibliotek.
- 1877 – Ryssland förklarar krig mot Osmanska riket och stridigheterna varar till året därpå. Rysslands syfte med kriget är att på Osmanska rikets bekostnad skaffa sig tillträde till Medelhavet via Bosporen och Dardanellerna och att befria de ortodoxt kristna slaverna på Balkan från den muslimska överhögheten.
- 1880 – Den svenske upptäcktsresanden Adolf Erik Nordenskiölds stora seglingsexpedition återvänder till Stockholm, efter att ha varit borta i två år. Med fartyget Vega har expeditionen seglat runt hela den eurasiska kontinenten och lyckats finna en seglingsväg norr om Ryssland.
- 1896 – Örebro i Närke får rättigheter som stapelstad, vilket innebär att staden får en hamntull och att utländska fartyg därmed kan klarera sin last i staden.
- 1915 – Natten till den 25 april blir omkring 250 intellektuella armenier arresterade och deporterade från den osmanska huvudstaden Konstantinopel och sedermera avrättade. Detta blir inledningen på det armeniska folkmordet, då uppåt en miljon människor ur olika etniska minoriteter mördas i Osmanska riket.
- 1916 – Ett uppror mot det brittiska styret på Irland utbryter i Dublin, vilket går till historien som Påskupproret eftersom det utbryter under påskhelgen (det pågår till den 29 april). Det är ett försök av irländska republikaner att göra Irland självständigt från Storbritannien och grunda en irländsk republik. Upproret blir dock nedslaget av britterna efter en vecka och flera av ledarna avrättas några veckor senare. Det är det första större irländska upproret sedan 1798.
- 1950 – Jordanien annekterar officiellt Västbanken och Östra Jerusalem,[3] efter att ha ockuperat området i det arabisk-israeliska kriget. Det förblir sedan under jordanskt styre till 1967, då Israel ockuperar det under sexdagarskriget, en ockupation som pågår än idag (2025).
- 1955 – Den antikoloniala Bandungkonferensen, med representanter för 29 stater och blivande stater från Afrika och Asien, avslutas.
- 1961 – Vraket efter det svenska örlogsfartyget Vasa, som sjönk under sin jungfruresa på Stockholms ström den 10 augusti 1628, blir bärgat under stor bevakning av press, radio och tv från hela världen. Förberedelserna för bärgningen har pågått sedan 1956, då vraket återupptäcktes av marinarkeologen Anders Franzén. Efter bärgningen placeras fartyget i torrdocka och ett provisoriskt museum, innan det får ett permanent museum 1990.
- 1975 – Västtysklands ambassad i Stockholm ockuperas av medlemmar av den västtyska terroristorganisationen Röda armé-fraktionen, som genom ockupationen kräver att västtyska regeringen ska frige ett antal av organisationens medlemmar ur västtyskt fängelse. Ambassadområdet omringas snart av svensk polis och regeringen informeras, vilken i sin tur informerar västtyska regeringen i Bonn. Denna vägrar gå med på kraven, trots att terroristerna dödar två personer ur ambassadpersonalen, som man har tagit som gisslan. Efter nära tolv timmar tar ockupationen slut strax före midnatt, då ockupanterna av misstag råkar detonera en sprängladdning inne på ambassaden och kan infångas, då de försöker fly ur byggnaden. Två av ockupanterna omkommer av skador de får vid explosionen, medan de övriga fem utlämnas till Västtyskland, där de alla döms till dubbla livstidsstraff, men benådas i mitten av 1990-talet.
- 1981 – Centerpartiet och Folkpartiet i den borgerliga svenska koalitionsregeringen sluter en skatteuppgörelse med Socialdemokraterna under vad som går till historien som ”den underbara natten”. Det handlar framförallt om en marginalskattereform, som ska träda i kraft 1 januari 1983 och innebär sänkt statlig inkomstskatt och marginalskatt. Uppgörelsen leder till att Moderaterna lämnar regeringen i protest den 5 maj.
- 1990 – De amerikanska och europeiska rymdstyrelserna (NASA och ESA) skjuter gemensamt upp rymdteleskopet Hubble i omloppsbana runt jorden. Eftersom det cirkulerar utanför jordens atmosfär kan det ta mycket skarpare bilder av rymden än vad markbaserade teleskop kan och blir därför ett av de viktigaste instrumenten i rymdforskningen. Det är uppkallat efter den amerikanske astronomen Edwin Hubble.
- 1999 – Anhängare till den religiösa sekten Falungong genomför en protest utanför regeringsbyggnaden Zhongnanhai i den kinesiska huvudstaden Peking. Detta leder till omfattade förföljelse av rörelsen i Kina och i juli förbjuds rörelsen helt i landet.

## Födda
- 1085 – Ramiro II av Aragonien, monark av Aragonien
- 1533 – Vilhelm I, prins av Oranien 1544–1584, ståthållare i Nederländerna
- 1581 – Vincent de Paul, fransk romersk-katolsk präst, ordensgrundare och helgon
- 1642 – Samuel Columbus, svensk författare och språkforskare
- 1743 – Edmund Cartwright, brittisk präst och uppfinnare
- 1752 – Henry Latimer, amerikansk läkare och federalistisk politiker, senator för Delaware
- 1771 – Claes Adolph Fleming, svensk friherre, ledamot av Svenska Akademien, lantmarskalk
- 1774 – Jean Itard, fransk läkare
- 1811 – Shepherd Leffler, amerikansk demokratisk politiker, kongressledamot
- 1822 – Gustaf Jonsson, svensk hemmansägare och riksdagsman
- 1830 – Eugénie, svensk prinsessa
- 1845 – Carl Spitteler, schweizisk författare, mottagare av Nobelpriset i litteratur 1919
- 1856 – Philippe Pétain, fransk militär och politiker, statschef för Vichyregimen
- 1862 – Nathaniel B. Dial, amerikansk demokratisk politiker, senator för South Carolina
- 1867 – Hugo Hansson Wachtmeister, svensk greve, lantbrukare, författare och riksdagsman
- 1873 – Theodor Körner, österrikisk politiker, förbundspresident 1951–1957
- 1876 – Erich Raeder, tysk sjömilitär, storamiral och generalinspektör för tyska marinen
- 1880 – Gideon Sundbäck, svenskamerikansk uppfinnare och industriman, uppfinnare av blixtlåset
- 1882 – Hugh Dowding, brittisk flygofficer och vice flygmarskalk
- 1888 – Martha Colliander, svensk skådespelare
- 1890 – Guy Cordon, amerikansk republikansk politiker, senator för Oregon
- 1892 – Pierre Maudru, fransk manusförfattare och regissör
- 1896 – Madge Easton Anderson, skotsk advokat
- 1903 – José Antonio Primo de Rivera, spansk politiker
- 1904 – Willem de Kooning, nederländsk målare
- 1908
  - Inga Gentzel, svensk friidrottare och sångare
  - Józef Gosławski, polsk skulptör och gravör
- 1913 – Paul Esser, tysk skådespelare
- 1919 – César Manrique, spansk konstnär och arkitekt
- 1921 – Kjell Rosén, svensk fotbollsspelare, OS-guld 1948
- 1922
  - Ole Blegel, svensk skådespelare
  - J.D. Cannon, amerikansk skådespelare
- 1926 – Thorbjörn Fälldin, svensk politiker, partiledare för Centerpartiet 1971–1985, Sveriges statsminister 1976–1978 och 1979–1982
- 1929 – Carl-Olof Jacobson, svensk zoolog, professor, ständig sekreterare i Kungliga Vetenskapsakademien
- 1930 – Richard Donner, amerikansk regissör, manusförfattare och filmproducent
- 1934 – Shirley MacLaine, amerikansk skådespelare, sångare, dansare och artist
- 1936 – Jill Ireland, brittisk skådespelare
- 1941
  - Richard Holbrooke, amerikansk diplomat
  - Silvio Moser, schweizisk racerförare
- 1942 – Barbra Streisand, amerikansk sångare, skådespelare och regissör
- 1944 – Jim Geringer, amerikansk republikansk politiker, guvernör i Wyoming
- 1947
  - Josep Borrell Fontelles, spansk politiker, talman i Europaparlamentet
  - Roger D. Kornberg, amerikansk biokemist, mottagare av Nobelpriset i kemi 2006
- 1955 – Jack Kingston, amerikansk republikansk politiker
- 1963
  - Billy Gould, amerikansk musiker och producent
  - Tony Blackplait, amerikansk punkmusiker
- 1964
  - Cedric Antonio Kyles, amerikansk skådespelare och komiker med artistnamnet Cedric the Entertainer
  - Djimon Hounsou, beninsk-amerikansk skådespelare, dansare och fotomodell
- 1968 – Stacy Haiduk, amerikansk skådespelare
- 1969
  - Melinda Clarke, amerikansk skådespelare
  - Jan Stankiewicz, svensk handbollsspelare, kopia av Svenska Dagbladets guldmedalj 1998
- 1973 – Chad Ginsburg, amerikansk musiker, gitarrist i gruppen CKY
- 1976
  - Steve Finnan, irländsk fotbollsspelare
  - Hedda Berntsen, norsk skidåkare
- 1979
  - Emma Andersson, svensk TV-programledare och sångare
  - Rebecca Lynn Howard, amerikansk countryartist och låtskrivare
  - Shanta Liora, svensk sångare och programledare
- 1981 – Josephine Alhanko, svensk skådespelare och företagare, utsedd till Fröken Sverige 2006
- 1982 – Kelly Clarkson, amerikansk sångare
- 1984 – Tyson Ritter, amerikansk musiker, sångare och basist i gruppen The All-American Rejects
- 1986 – Kellin Quinn, amerikansk sångare i bandet Sleeping with Sirens

## Avlidna
- 1527 – Peder Bengtsson Gylta, omkring 84, svensk prästmunk, häradshövding i Skånings härad i Västergötland 1490–1499
- 1622 – Fidelis av Sigmaringen, 43, katolsk ordenspräst, martyr och helgon
- 1658 – Francesco Maria Richini, 74, italiensk barockarkitekt och -skulptör
- 1731 – Daniel Defoe, omkring 71, brittisk författare och journalist, mest känd för romanen Robinson Crusoe
- 1794 – Axel von Fersen den äldre, 75, svensk greve, riksråd och fältmarskalk, ledamot av Svenska Akademien sedan 1786
- 1827 – Israel Pickens, 47, amerikansk demokratisk-republikansk politiker, guvernör i Alabama 1821–1825 och senator för samma delstat 1826
- 1883 – Jules Sandeau, 72, fransk författare och skriftställare
- 1889 – Mathilda Gelhaar, 74, svensk skådespelare och operasångare
- 1891 – Helmuth von Moltke den äldre, 90, tysk militär
- 1901 – Arvid Posse, 81, svensk politiker, greve och godsägare, Sveriges statsminister 1880–1883
- 1914 – Benito Menni, 73, italiensk katolsk präst och helgon
- 1941 – Karin Boye, 40, svensk författare och poet
- 1942 – Lucy Maud Montgomery, 67, kanadensisk författare, mest känd för böckerna om Anne på Grönkulla
- 1944
  - William Stephens, 84, amerikansk republikansk politiker, guvernör i Kalifornien 1917–1923
  - Michael Petersen Friis, 86, dansk ämbetsman, Danmarks tillförordnade statsminister 1920
- 1953 – Arvid Hellberg, 62, svensk försäkringsdirektör och politiker
- 1957 – Elisabeth Hesselblad, 86, svensk helgonförklarad birgittinnunna
- 1960 – Max von Laue, 80, tysk fysiker, mottagare av Nobelpriset i fysik 1914
- 1964 – Gerhard Domagk, 68, tysk patolog och bakteriolog, mottagare av Nobelpriset i fysiologi eller medicin 1939
- 1965 – Louise Dresser, 86, amerikansk skådespelare
- 1966 – Louis A. Johnson, 75, amerikansk advokat och demokratisk politiker, USA:s försvarsminister 1949–1950
- 1967 – Enrico Dante, 82, italiensk kardinal
- 1968 – Tommy Noonan, 46, amerikansk skådespelare
- 1974
  - Bud Abbott, 78, amerikansk skådespelare och komiker, medlem i komikerduon Abbott och Costello
  - Carl August Ehrensvärd, 81, svensk greve och militär
  - Franz Jonas, 74, österrikisk socialdemokratisk politiker, förbundspresident sedan 1965
- 1975
  - Dödade vid ambassadockupationen i Stockholm:
    - Andreas von Mirbach, 44, västtysk officer och diplomat
    - Heinz Hillegaart, 64, västtysk diplomat
- 1979 – Theodor Olsson, 69, svensk kompositör och fiolmusiker
- 1986 – Wallis Simpson, 89, amerikansk kvinna, hertiginna av Windsor, gift med hertig Edvard av Windsor
- 1992 – Nils Åsblom, 67, svensk skådespelare
- 1993 – Oliver Tambo, 75, sydafrikansk politiker, partiledare för ANC 1967–1991
- 1994 – Margot Trooger, 70, tysk skådespelare, i Sverige mest känd i rollen som Prussiluskan i TV-serien Pippi Långstrump
- 2000 – Ulla Isaksson, 83, svensk författare och manusförfattare
- 2004 – Estée Lauder, 97, amerikansk kosmetikaföretagare
- 2006 – Erik Bergman, 94, finländsk tonsättare
- 2007 – Alan Ball, 61, brittisk fotbollsspelare VM-guld 1966
- 2011 – Sathya Sai Baba, 84, indisk guru
- 2014
  - Aino Heimerson, 68, svensk journalist
  - Hans Hollein, 80, österrikisk arkitekt
  - Ray Musto, 85, amerikansk demokratisk politiker, representanthusledamot 1980–1981
  - Tadeusz Różewicz, 92, polsk poet, prosaförfattare och dramatiker
- 2016 – Bibi Lindkvist, 92, svensk skådespelare, regiassistent och ljudtekniker